# Crays Hill
Crays Hill est un village de l'Essex, en Angleterre, situé dans le district non métropolitain de Basildon.